# Буфони, Летисия
Летисия Буфони (порт. Letícia Bufoni e Silva; род. 13 апреля 1993, Сан-Паулу, Бразилия) — бразильско-американская скейтбордистка, шестикратная золотая медалистка соревнований X Games среди женщин в дисциплине «стрит-скейтбординг», чемпионка мира 2015 года среди женщин по версии Street League Skateboarding, участница Летних Олимпийских игр 2020.

## Биография
Родилась в бразильском городе Сан-Паулу. Начала кататься на скейтборде в возрасте девяти лет, а в возрасте одиннадцати лет получила в подарок от бабушки первый свой собственный скейтборд. Конфликтовала с отцом на почве своих занятий скейтбордингом, вплоть до ломания оным её скейтборда у неё на глазах. Впоследствии отношение отца к увлечению дочери сменилось на поддержку. В 14 лет переехала в США.

## Основные спортивные достижения
- 2015 — 1-е место: Far’n High Women’s Finals — Париж, Франция[10]
- 2015 — 1-е место: Excellent Mystic Skate Cup Women’s Street — Прага, Чехия[11]
- 2015 — 1-е место: Street League Super Crown Women’s Finals — Чикаго, США[6]
- 2016 — 1-е место: Far’n' High Women’s Finals — Париж, Франция[12]
- 2016 — 1-е место: Mystic Sk8 Cup Women’s Open — Прага, Чехия
- 2016 — 2-е место: Street League Super Crown Women’s Finals — Лос-Анджелес, США
- 2017 — 3-е место: X Games Minneapolis Skateboard Street — Миннеаполис, США
- 2017 — 2-е место: Street League Super Crown Women’s Finals — Лос-Анджелес, США
- 2018 — 1-е место X Games Norway Skateboard Street — Осло, Норвегия
- 2018 — 2-е место: World Cup of Skateboarding Street — Виго, Испания
- 2018 — 2-е место: X Games Skateboard Street — Сидней, Австралия
- 2019 — 1-е место X Games Skateboard Street — Шанхай, Китай
- 2019 — 2-е место: Dew Tour — Лонг-Бич, Калифорния, США
- 2021 — 1-е место: X Games Skateboard Street — Виста, Калифорния, США

## В видеоиграх
Летисия Буфони присутствует в качестве играбельного персонажа в двух играх серии Tony Hawk’s — Tony Hawk’s Pro Skater 5 и Tony Hawk’s Pro Skater 1 + 2.